# 春日井インターチェンジ

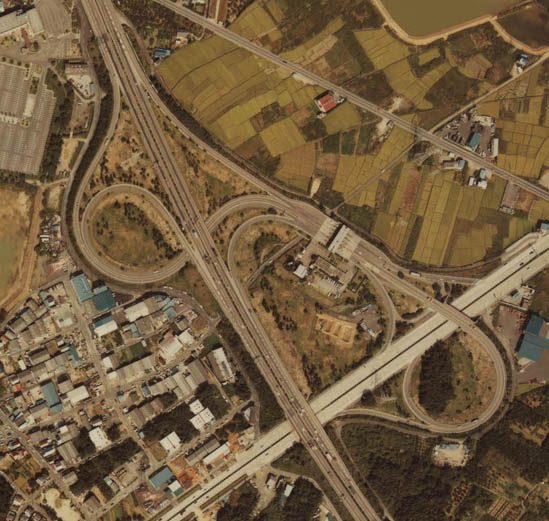
1982年度に撮影された写真下から左上へと斜めに伸びる道路は、東名高速道路。写真下から右へと斜めに伸びる道路は、国道19号。連絡する国道19号も立体交差としたダブルトランペット型である。

春日井インターチェンジ（かすがいインターチェンジ）は、愛知県春日井市大泉寺町にある、東名高速道路のインターチェンジである。

## 概要
国道19号と連絡する目的で整備されたインターチェンジである。上下線の出入交通量を推計した結果、小牧方面との出入は直線状に、名古屋方面との出入はループ式となっている。ランプウェイの設計速度は40km/hである。
インターチェンジ内に、春日井バスストップ（東名春日井停留所）を併設していたが廃止された。また小牧ジャンクションに隣接している。

## 歴史
計画当初はダイヤモンド型もしくはシングルトランペット型インターチェンジとして検討されたが、国道19号のバイパス造成が決定され、高蔵寺に大団地（のちの高蔵寺ニュータウン）が計画されるなど、将来の交通量の増加が見込まれたため、ダブルトランペット型となった。なお、計画当時の国道19号は現在の愛知県道508号内津勝川線で、現国道よりも南東側にあった。春日井ICは、当時一部開通のバイパスに設置された。当ICは東名高速で計画された7箇所のダブルトランペット型の一つである。付近には送電塔が乱立することから、インターの設計には大きな制約をうけることになった。

### 年表
- 1968年（昭和43年）4月25日 : 東名高速道路岡崎IC - 小牧IC間開通に伴い開設。

## 周辺
当インターが、春日井市街の北東端部に位置するため、インター周辺には商業施設はさほど多くない。
国道19号線 名古屋方面側
- ホテルグランドティアラ春日井
- 落合公園
- アルペンアウトドアーズ春日井店
- ジャパンレンタカー春日井インター店

国道19号線 多治見方面側
- 潮見坂平和公園
- 名鉄バス･大泉寺西停留所
- 中部大学
- 中部大学春日丘中学校・高等学校
- 愛知県立春日井泉高等学校
- 春日井市立北城小学校
- 福の湯

## 接続する道路
- 直接接続
  - 国道19号
- 間接接続
  - 国道155号

## 料金所
- ブース数 : 9

### 入口
- ブース数 : 4
  - ETC専用 : 2
  - ETC/一般 : 1
  - 一般 : 1

### 出口
- ブース数 : 5
  - ETC専用 : 2
  - 一般 : 3

## 隣
E1 東名高速道路
(21)名古屋IC - (21-1)守山PA/SIC - (22)春日井IC - (23)小牧JCT - (24)小牧IC

## 春日井バスストップ
東名春日井バス停とも呼ばれるが2021年現在ではこのバス停に停車する高速バスは存在しない。
かつては東名・名神直通バス1往復（浜松駅 - 京都駅）のみが停車していたが、2006年12月15日に廃止された。

## ギャラリー

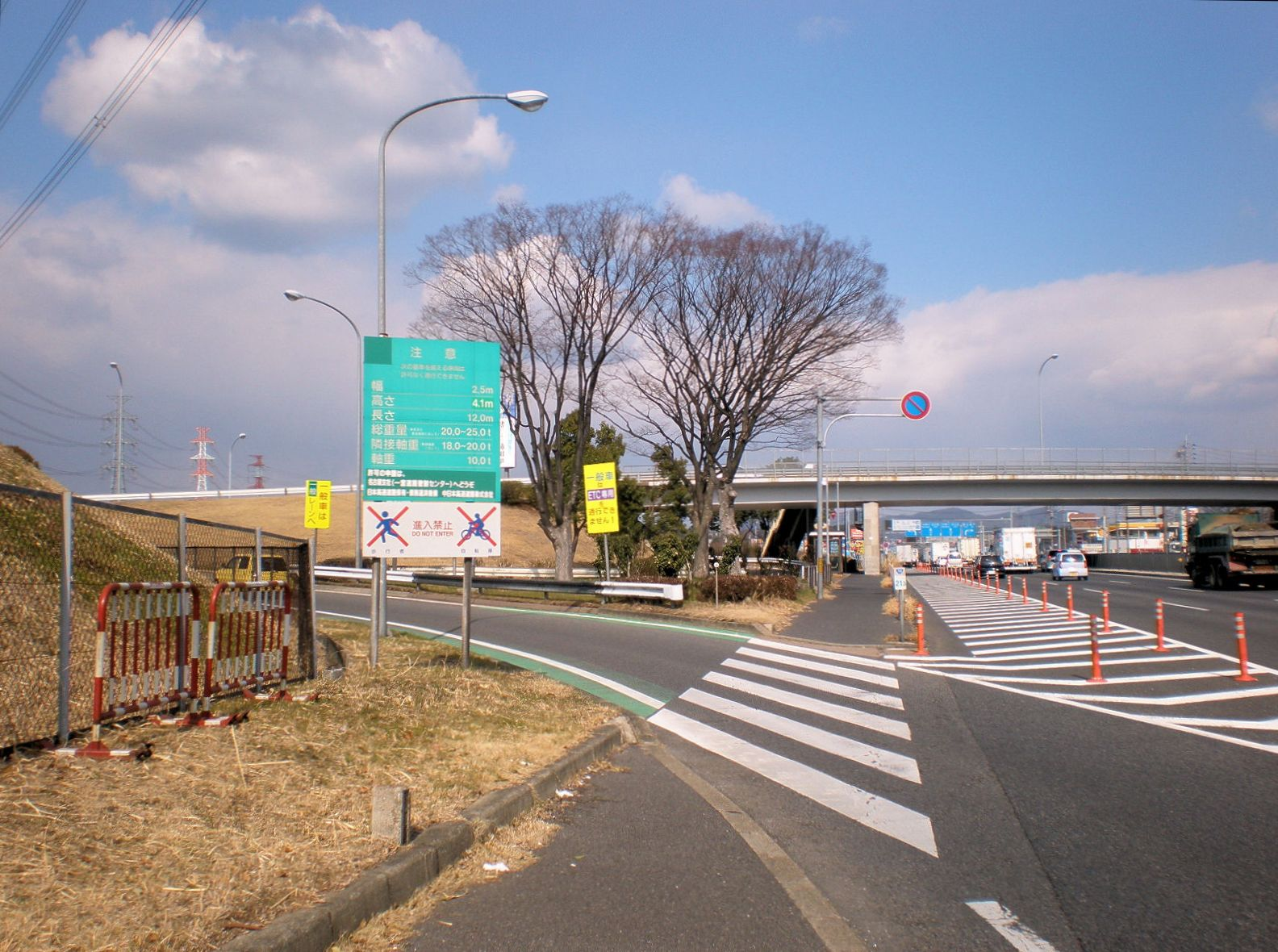
国道19号からの入口
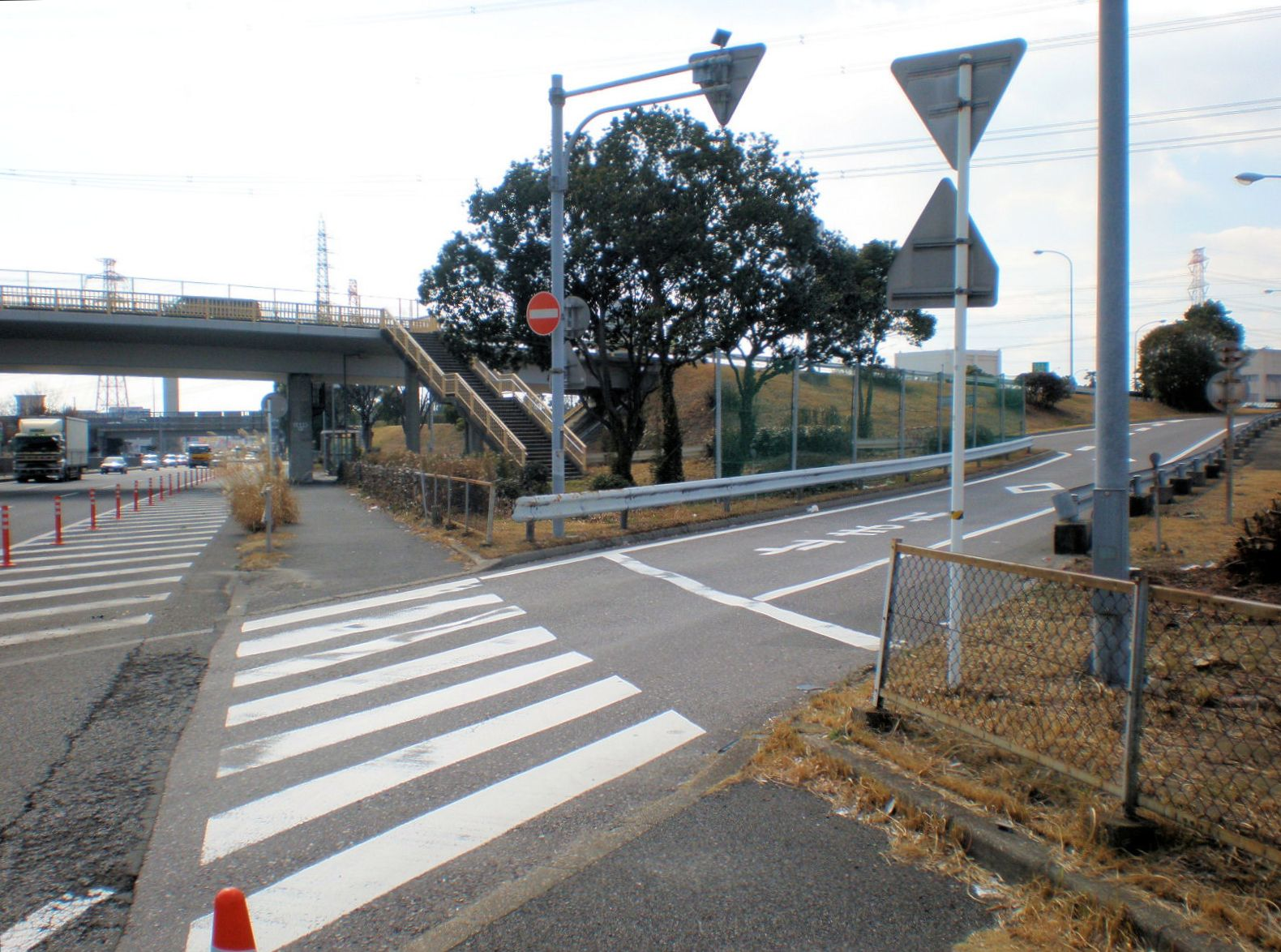
国道19号への出口